# Annette Crosbie
Annette Crosbie (Gorebridge, Midlothian, 12 februari 1934) is een Brits actrice, die onder meer de lijdzame Margaret Meldrew speelt in de comedyserie One Foot in the Grave.
In het verleden was ze onder meer te zien als Janet MacPherson in de serie Doctor Finlay en speelde ze gastrollen in onder andere Crown Court, Taggart, Waking the Dead en Midsummer Murders. In 2008 speelde ze in de televisieserie Little Dorrit, die vanaf september 2008 op de BBC te zien was. Haar laatste grote rol speelde ze in een aflevering van Doctor Who in 2010.
Ze was getrouwd met acteur Michael Griffiths en heeft een zoon (Owen) en een dochter (Selina, geboren in 1969, tevens actrice). 

## Filmografie
- The Bridal Path (1959) - 1ste serveerster
- ITV Play of the Week Televisieserie - Frances (Afl., Flight from Reality, 1964)
- Theatre 625 Televisieserie - Meid (Afl., Hermit Crabs, 1965)
- The Wednesday Play Televisieserie - Liz (Afl., The Bond, 1965)
- No Hiding Place Televisieserie - Mavis Baker (Afl., It Could Always Happen, 1965)
- Theatre 625 Televisieserie - Jennie Thomson (Afl., A Man Like That, 1966)
- Sky West and Crooked (1966) - Mrs. White
- Thirteen Against Fate Televisieserie - Nell (Afl., The Murderer, 1966)
- Theatre 625 Televisieserie - Masha (Afl., The Seagull, 1966)
- The White Rabbit (Mini-serie, 1967) - José Dupuis
- Boy Meets Girl Televisieserie - Mrs. Packman (Afl., Long After Summer, 1967)
- Theatre 625 Televisieserie - Zuster Catherine (Afl., The Swallow's Nest, 1968)
- Half Hour Story Televisieserie - Wendy (Afl., Venus Rising, 1968)
- Mrs. Brown, You've Got a Lovely Daughter (1968) - Huishoudster (Niet op aftiteling)
- The Six Wives of Henry VIII (Mini-serie, 1970) - Catherine of Aragon
- The Wednesday Play Televisieserie - Julie (Afl., Wine of India, 1970)
- Callan Televisieserie - May Coswood (Afl., Amos Green Must Live, 1970)
- Thirty-Minute Theatre Televisieserie - Rol onbekend (Afl., Hope, 1970)
- Menace Televisieserie - Jean Crowe (Afl., Killing Time, 1970)
- Shadows of Fear Televisieserie - Jessie Darbon (Afl., At Occupier's Risk, 1971)
- ITV Playhouse Televisieserie - Joy (Afl., A Splinter of Ice, 1972)
- Follow Me! (1972) - Miss Framer
- The Edwardians (Mini-serie, 1972) - Mrs. Lloyd George (Afl. onbekend, 1972)
- Edward VII (mini-serie, 1972) - Queen Victoria
- Crown Court Televisieserie - Mrs. Owen (Afl., Mother's Boy, 1983)
- Ordeal by Innocence (1984) -
- Dramarama Televisieserie - Rose (Afl., Que Sera, 1984)
- Pericles, Prince of Tyre (Televisiefilm, 1984) - Dionyza
- Paradise Postponed (Mini-serie, 1986) - Dorothy Simcox
- Unnatural Causes Televisieserie - Helen (Afl., Partners, 1986)
- Tickets for the Titanic Televisieserie - Mrs. Pollard (Afl., The Way, the Truth, the Video, 1987)
- Taggart Televisieserie - Maggie Davidson (Afl., Funeral Rites, 1987)
- Beyond the Pale (Televisiefilm, 1989) - Rol onbekend
- Take Me Home (Televisiefilm, 1989) - Liz
- Summer's Lease (Mini-serie, 1989) - Connie Tapscott (Afl. onbekend)
- Bonne espérance Televisieserie - Miss Thurtson
- Colin's Sandwich Televisieserie - Joyce (Afl., Frank, 1990)
- Chernobyl: The Final Warning (Televisiefilm, 1991) - Dr. Galina Petrovna
- The Pope Must Die (1991) - Moeder-overste
- Heartbeat Televisieserie - Penelope Stirling (Afl., Old, New, Borrowed, Blue, 1992)
- Ruth Rendell Mysteries Televisieserie - Irene Bell (Afl., The Speaker of Mandarin: Part One, 1992)
- Leon the Pig Farmer (1993) - Dr. Johnson
- Comic Relief: The Invasion of the Comic Tomatoes (Televisiefilm, 1993) - Margaret Meldrew
- Performance Televisieserie - 1ste comité-lid (Afl., Message for Posterity, 1994)
- Nervous Energy (1995) - Meg Kelso
- Solitaire for 2 (1995) - Mrs. Dwyer
- Flowers of the Forest (Televisiefilm, 1996) - Dr. Elizabeth MacKay
- Doctor Finlay Televisieserie - Janet MacPherson (27 afl., 1993-1996)
- Underworld Televisieserie - Tante Doreen (Afl. onbekend, 1997)
- Wyrd Sister (Televisiefilm, 1997) - Oma Weatherwax (Stem)
- Jonathan Creek Televisieserie - Ingrid Strange (Afl., The House of Monkeys, 1997)
- Shooting Fish (1997) - Mrs. Cummins
- The Debt Collector (1999) - Lana
- Oliver Twist (Mini-serie, 1999) - Mrs. Bedwin
- Anchor Me (Televisiefilm, 2000) - Hattie Carter
- One Foot in the Grave Televisieserie - Margaret Meldrew (41 afl., 1990-1993, 1994, 1995, 1996, 1997, 2000)
- Comic Relief: Say Pants to Poverty (Televisiefilm, 2001) - Margaret Meldrew
- An Unsuitable Job for a Woman Televisieserie - Edith Sparshott (Afl., The Sacrifice, 1997|A Last Embrace, 1998|Living on Risk, 1999|Playing God, 2001)
- Waking the Dead Televisieserie - Moira Bowen (Afl., Blind Beggar: Part 1 & 2, 2001)
- Murder Rooms: The White Knight Stratagem (Televisiefilm, 2001) - Margaret Booth
- Murder in Mind Televisieserie - Rose Buttimore (Afl., Rage, 2002)
- Bodily Harm (Mini-serie, 2002) - Sheila (Afl. onbekend)
- Calendar Girls (2003) - Jessie
- Black Books Televisieserie - Moo-Ma (Afl., Moo-Ma and Moo-Pa, 2004)
- William and Mary Televisieserie - Mrs. Driscoll (Episode 2.5, 2004)
- Quite Ugly One Morning (Televisiefilm, 2004) - Mrs. Kinross
- Bremner, Bird and Fortune Televisieserie - Koningin Elizabeth II (Episode 6.4, 2005)
- Midsomer Murders Televisieserie - Amelia Plummer (Afl., Sauce for the Goose, 2005)
- Footprints in the Snow (Televisiefilm, 2005) - Julies moeder
- She's Not Dead (2006) - Mam
- Viva Blackpool (Televisiefilm, 2006) - Mrs. Berry
- Little Dorrit Televisieserie - Mr. F's tante (2008)
- Doctor Who (2010)
- Into the Woods (2014)
- Dad's Army - Cissy Godfrey (2016)
- Call the Midwife - Clarice Millgrove (1 afl. 2019)
- After Life - Rosemary (1 afl. 2020)

- Bibliothèque nationale de France: cb14071074z (data)
- Gemeinsame Normdatei: 1016599021
- International Standard Name Identifier: 0000 0001 2098 2206
- Library of Congress Control Number: no98076116
- MusicBrainz: 9d1dffed-f168-4e5d-bfd0-7c4c29d5db73
- Nationale Bibliotheek van Tsjechië: pna2004259347
- Nationale Bibliotheek van Israël: 987007442163705171
- Système universitaire de documentation: 149205988
- Virtual International Authority File: 216439
- WorldCat: E39PBJbWrVtHHWfTvfKctvhPwC